# الصحة العقلية في الفلبين
الصحة العقلية هي «حالة من الرفاهية يدرك فيها كل فرد إمكاناته الخاصة، ويمكنه التعامل مع ضغوط الحياة الطبيعية من حولة، والعمل بشكل منتج ومثمر، وقادر على المساهمة في مجتمعه.». شددت منظمة الصحة العالمية على أهمية الصحة العقلية وذلك من خلال إدراجها في تعريفها للصحة على أنها "حالة من الرفاه البدني والعقلي والاجتماعي الكامل وليس مجرد غياب المرض أو العجز. "
كيفية رعاية الصحة العقلية تتم الرعاية من خلال توفير الصحة النفسيةوالعاطفية والحفاظ عليها عن طريق التشخيص والعلاج والوقاية من الأمراض العقلية.
ستتطرق هذه المقالة بمسح حالة الرعاية الصحية النفسية والعاطفية في الفلبين من خلال البرامج السابقة والحالية.

## الظروف الحالية لرعاية الصحة النفسية في الفلبين

### العمليات في نظام الرعاية الصحية
يوجد ثلاث مستويات في نظام الرعاية الصحية: وهي الابتدائي والثانوي والثالث. يعمل مستوى الرعاية الصحية الأولية كنقطة اتصال للمريض الأولى مع أخصائي صحي متمكن من تقديم رعاية طبية للمرضى الخارجيين.  إذا لم يتمكن الممارس العام من معالجة مشكلة المريض، فسيتم إحالة المريض إلى أخصائي. يشمل أخصائيو رعاية الصحة العقلية، الذين ينتمون إلى الرعاية الصحية الثانوية، علماء النفس والأطباء النفسيين. في الفلبين، يعمل أغلب الأطباء النفسيين في العيادات الخاصة، على الرغم من أن بعضهم يعملون في مؤسسات حكومية مثل المركز الوطني للصحة العقلية. يقدم الأطباء النفسيون للمريض خدمات عديدة مثل التقييم والاستشارة و / أو العقاقير الطبية إذا لزم الأمر. في الرعاية الصحية الثلاثية، سيتم تحويل المريض إلى المؤسسات إذا كان المرض العقلي الذي يعاني منة يحتاج إلى رعاية متخصصة تتجاوز قدرات الأخصائي.
بعض أنظمة الرعاية الصحية تضع علماء النفس والأطباء النفسيين تحت فئة مقدمي الرعاية الأولية. في هذه الحالة، تقع زيارات المستشفيات القصيرة وخدمات الاتصال والاستشارة للأقسام الطبية الأخرى تحت الرعاية الصحية الثانوية.  قد يتطلب التشخيص الأكثر صرامة للصحة العقلية إعادة تأهيل أكثر، وهو في نطاق الرعاية الصحية الثلاثية.

### المؤسسات
الحفاظ على مرافق ومؤسسات الصحة العقلية في الفلبين يتم من قبل المجموعات الخاصة والعامة على حد سواء ولكن الوصول إليها لا يزال متفاوتًا في جميع أنحاء البلاد.  حيث تقع معظم المرافق في منطقة العاصمة الوطنية (NCR) والمدن الرئيسية الأخرى في البلاد، ولذالك يفضل الأفراد الذين يعيشون بالقرب من هذه المناطق الحضرية.
تم إنشاء المركز الوطني للصحة العقلية (NCMH)، الذي كان اسمه في السابق مستشفى الاعتلال النفسي الجزري، في عام 1925 بموجب قانون الأشغال العامة 3258. في ذلك الوقت، كانت City Sanitarium ومستشفى سان لازارو هما المؤسستان الأساسيتان الوحيدتان اللتان تفيان باحتياجات المرضى النفسيين في ذلك الوقت. ومع ذلك، بسبب الحجم الكبير للمرضى الذين يتوافدون، كانت هناك حاجة لبناء مؤسسة أخرى بإمكانها أن تلبي احتياجات المرضى النفسيين. يقع الموقع الذي تبلغ مساحته 64 هكتارًا في ماندالويونغ.
افتتحت المؤسسة رسميًا في 17 ديسمبر 1928، واستقبلت نحو 379 مريضًا كانوا جميعًا يزدحمون في مستشفى سان لازارو. في عام 1930، تم زيادة سعة السرير إلى ما يقارب 800، على الرغم من أن العدد الإجمالي للمرضى كان يتجاوز 836.  تم إضافة جناحين لزيادة سعة السرير إلى 1600. بحلول عام 1935، أغلقت City Sanitarium ، وترك NCMH مع 1646 مريضًا للخدمة. 
بصرف النظر عن كونه مستشفى، فإن NCMH مفوض من قبل وزارة الصحة كمركز تدريب خاص للبحوث. وفقًا لموقع NCMH الإلكتروني ، فإن المستشفى «مفوض لتقديم مجموعة شاملة (وقائية، وتعزيزية، وعلاجية، وتأهيلية) من خدمات الصحة النفسية عالية الجودة على الصعيد الوطني». بالإضافة إلى ذلك، تقدم NCMH أيضًا برنامجًا تدريبًا على الإقامة النفسية للأطباء لمدة 4 سنوات وبرنامج تمريض نفسي لمدة عامين للممرضات المتخصصات في الرعاية النفسية. هناك أيضًا برامج انتساب الذي يلبي احتياجات الطلاب من مجالات علم النفس والصيدلة والتمريض وغيرها.
يحتل NCMH حاليًا مساحة 46.7 هكتارًا من الأراضي، مع 35 جناحًا / أكواخًا، و 52 جناحًا، إضافة إلى مرافق مثل المستوصف الطبي والمكتبة والمصلى وقاعات المؤتمرات وملعب التنس وملعب كرة السلة وقاعة متعددة الأغراض ومهاجع. اعتبارًا من عام 2011، كان عدد الموظفين على النحو التالي: 88 طبيبًا، و 890 من طاقم التمريض، و 116 من العاملين الطبيين المساعدين، و 446 من موظفي الدعم الإداري. كما تلقى المستشفى من الحكومة مخصصات ميزانية بقيمة 523 PHP 523، 000، 000، والتي تكلف في المتوسط 118.61 بيزو فلبيني لكل مريض يوميًا. 
حايا، تبلغ سعة سرير NCMH 4,600 ويخدم ما يعادل 3,000 مريض داخلي كل يوم، بالإضافة إلى 56000 مريض خارجي في كل سنة. يأتي معظم المرضى من مترو مانيلا والمناطق المجاورة III و IV. كما أنهم يخدمون المرضى من مناطق أخرى، وغالبًا ما تكون قضايا الطب الشرعي التي تحيلها المحاكم. يتم تقديم الدعم للعلاجات لـ 87٪ من المرضى الداخليين الذين ينتمون إلى الفئتين C و D. حصلت المؤسسة على شهادة ISO 9001: 2008 في 2 ديسمبر 2015.
جمعية الصحة النفسية الفلبينية، أو PMHA ، هي «منظمة خاصة غير ربحية وغير ربحية مكرسة لتعزيز الصحة العقلية والوقاية من الاضطرابات النفسية». تقع في كويزون سيتي مع تسعة فصول في جميع أنحاء الفلبين: PMHA Bacolod-Negros Occidental ، Baguio-Benguet ، Cabanatuan-Nueva Ecija ، Cagayan de Oro-Misamis Oriental ، Cebu ، Dagupan-Pangasinan ، Davao ، Dumaguete-Negros Oriental ، وليبا باتانجاس.

تأسست في 15 يناير 1950 ويترأسها الدكتور مانويل أرجويل بسبب الدعوة إلى تقييم مشاكل الصحة العقلية الناتجة عن الحرب العالمية الثانية. في الوقت الحالي، تتراوح برامجهم من خدمات التعليم والمعلومات (EIS)، والخدمات السريرية والتشخيصية (CDS)، وخدمات التدخل (IS).
1. ↑  "Mental Health: A State of Well-being". WHO | Mental health: a state of well-being. مؤرشف من الأصل في 2019-10-23. اطلع عليه بتاريخ 2016-05-07.
2. ↑  "Health". WHO | Health. WHO. مؤرشف من الأصل في 2016-06-20. اطلع عليه بتاريخ 2016-05-07.
3. ↑  General Hospital&svc=Tertiary Psychiatric Services&ploc=N/A "Information Page". www.interiorhealth.ca. مؤرشف من الأصل في 2020-05-21. اطلع عليه بتاريخ 2016-05-07. {{استشهاد ويب}}: تحقق من قيمة |مسار أرشيف= (مساعدة)
4. ↑  Thomas-MacLean، R.؛ Tarlier، D؛ Ackroyd-Stolarz، S.؛ Fortin، M؛ Stewart، M. of_primar_ health_care.pdf "No Cookie-Cutter Response: Conceptualizing Primary Health Care" (PDF). مؤرشف من الأصل (PDF) في 2019-04-12. اطلع عليه بتاريخ 2016-05-07. {{استشهاد ويب}}: تحقق من قيمة |مسار أرشيف= (مساعدة)
5. ↑  "Appendix: Definition of Terms" (PDF). World Health Organization. مؤرشف من الأصل في 2011-03-03.
6. ↑  Zaken, Ministerie van Algemene (24 Mar 2014). "Primary and secondary mental health care - Mental health care - Government.nl". www.government.nl (بالإنجليزية البريطانية). Archived from the original on 2016-06-24. Retrieved 2016-05-07.
7. 1 2 3  "WHO–AIMS Report on Mental Health System in the Philippines" (PDF). World Health Organization. 2006. مؤرشف من الأصل (PDF) في 2020-02-17.
8. 1 2  "What is primary care mental health?". Mental Health in Family Medicine. ج. 5 ع. 1: 9–13. 1 مارس 2008. ISSN:1756-834X. PMC:2777553. PMID:22477841.
9. ↑  "Find Services - Vancouver Coastal Health". www.vch.ca. مؤرشف من الأصل في 2016-09-18. اطلع عليه بتاريخ 2016-05-07.
10. 1 2  "National Center for Mental Health". National Center for Mental Health. مؤرشف من الأصل في 2018-08-29. اطلع عليه بتاريخ 2016-05-07.
11. 1 2  "National Center for Mental Health". National Center for Mental Health. مؤرشف من الأصل في 2018-08-29. اطلع عليه بتاريخ 2016-05-07.
12. ↑  "National Center for Mental Health". National Center for Mental Health. مؤرشف من الأصل في 2018-08-29. اطلع عليه بتاريخ 2016-05-07.
13. ↑  "National Center for Mental Health - ISO 9001:2008". National Center for Mental Health. مؤرشف من الأصل في 2016-11-12. اطلع عليه بتاريخ 2016-05-07.
14. ↑  "Philippine Mental Health Association, Inc. - Home". Philippine Mental Health Association, Inc. مؤرشف من الأصل في 2020-04-25.
15. ↑  "PMHA Chapters". Philippine Mental Health Association, Inc. مؤرشف من الأصل في 2017-01-08. اطلع عليه بتاريخ أغسطس 2020. {{استشهاد ويب}}: تحقق من التاريخ في: |تاريخ الوصول= (مساعدة)
16. ↑  "PMHA History". Philippine Mental Health Association, Inc. مؤرشف من الأصل في 2017-01-09. اطلع عليه بتاريخ أغسطس 2020. {{استشهاد ويب}}: تحقق من التاريخ في: |تاريخ الوصول= (مساعدة)
17. ↑  "PMHA Programs and Services". Philippine Mental Health Association, Inc. مؤرشف من الأصل في 2017-01-08. اطلع عليه بتاريخ أغسطس 2020. {{استشهاد ويب}}: تحقق من التاريخ في: |تاريخ الوصول= (مساعدة)